# 1973년 리처드 닉슨 대통령 취임식
리처드 닉슨의 두 번째 대통령 취임식은 1973년 1월 20일 토요일, 워싱턴 D.C.에 있는 미국 국회의사당 동쪽 포르티코에서 열렸다. 이 취임식은 제47번째 미국 대통령 취임식으로, 리처드 닉슨의 대통령으로서의 두 번째이자 마지막 임기, 그리고 스피로 애그뉴의 부통령으로서의 두 번째이자 마지막 임기의 시작을 알렸다. 애그뉴와 닉슨 모두 이 임기 2년 이내에 사임했다. 1973년 12월, 제럴드 포드가 애그뉴의 후임으로 부통령이 되었고, 다음 해에는 닉슨의 후임으로 대통령이 되었다. 이로써 닉슨은 2025년 현재 대통령과 부통령으로 네 번 취임한 최초이자 유일한 인물이 되었다. 대법원장 워런 E. 버거는 대통령과 부통령의 취임 선서를 모두 주관했다. 이 행사 동안 닉슨 대통령에게 헌정되고 행크 포트가 작곡한 노래인 Look With Pride On Our Flag가 연주되었다.
행사장에서 3.1마일(4.8km) 떨어진 로널드 레이건 워싱턴 내셔널 공항의 정오 날씨는 기온 42°F (6°C), 풍속 16mph (25km/h), 흐림이었다.

## 취임식 행사
취임식 테마는 "76년의 정신(The Spirit of '76)"이었다. 1973년 취임식 위원회 위원장은 J. 윌러드 매리엇이었다. 위원회 및 실무 그룹의 다른 임원으로는 젭 매그루더, 마크 에반스, 켄 리츠, 에드 코울링, 앤 도어, 팸 파월이 있었다. H. R. 홀더먼은 공식적으로 위원회 소속은 아니었지만, 위원회의 많은 중요한 결정에 관여했다.
닉슨이 4년 전 승계했던 전 대통령 린든 B. 존슨이 취임식 이틀 후 사망하자, 여러 계획된 행사가 취소되어 국장이 치러졌다. 또한, 존슨의 관은 국회의사당 동쪽 계단의 취임식 건설로 인해 상원 쪽을 통해 로툰다에 안치되고 하원 쪽을 통해 나가는 방식으로 국회의사당 전체를 이동했다.

### 콘서트
세 개의 동시 취임 축하 콘서트가 계획되었다. 케네디 센터 콘서트홀에서 열린 교향악 콘서트 ("재정 기부자를 위한 쇼"), 청소년 콘서트 ("젊은이들을 위한 쇼", 오스몬즈와 카펜터즈 출연 예정), 그리고 미국 음악 콘서트 ("모든 다른 사람들을 위한 쇼", 컨트리, 포크, 재즈, 딕실랜드 등이 출연 예정)였다.
위원회는 닉슨이 가장 좋아하는 지휘자였던 유진 오르만디(닉슨은 1970년에 오르만디에게 대통령 자유 훈장을 수여했다)와 필라델피아 오케스트라를 교향악 콘서트에 섭외하기로 결정하여, 1930년대부터 취임식에 내셔널 심포니 오케스트라를 고용하는 전통을 깨뜨렸다. 1972년 12월 초 위원회는 콘서트를 위해 링컨의 두 번째 취임 연설 낭독에 맞춰 새로운 작품을 디미트리 티옴킨에게 의뢰하는 것을 고려했다 (아마도 닉슨의 친구이자 지지자인 텍스 리터의 제안이었을 것이다. 티옴킨의 The Ballad of High Noon은 그의 대표곡이 되었다).
그러나 티옴킨이 너무 느리게 작업할 것이라는 우려와 오르만디의 제안으로 빈센트 페르시케티에게 작품을 의뢰했다. 페르시케티는 2주 만에 작품을 완성했으며, 이는 그의 작품 124번인 A Lincoln Address가 되었다. 페르시케티가 작곡하는 동안 베트남 전쟁의 크리스마스 폭격이 시작되었다. 위원회는 전쟁 분위기에서 링컨의 연설이 취임식에 적절한지에 대해 의구심을 가졌고, 발표된 후 페르시케티의 작품을 프로그램에서 제외했다.
교향악 콘서트의 프로그램은 다음과 같았다.
- 국가
- 코플랜드의 보통 사람들을 위한 팡파르
- 베토벤의 5번 교향곡
- 찰턴 헤스턴이 낭독한 독립선언서의 일부를 포함한 애국적인 미국 음악의 합창 메들리, 로스앤젤레스 마스터 합창단의 로버트 바그너가 지휘한 America the Beautiful로 끝났다.
- 반 클라이번이 연주한 그리그의 피아노 협주곡
- 차이콥스키의 1812년 서곡.

## 시위
닉슨의 첫 취임식 때와 마찬가지로 베트남 전쟁에 대한 시위가 있었다.

## 같이 보기
- 리처드 닉슨 행정부
- 1969년 리처드 닉슨 대통령 취임식
- 1972년 미국 대통령 선거